# Барселонски университет
Барселонският университет (на испански: Universitat de Barcelona) е един от най-старите университети в Испания, основан е през 1450 г. Днес в него следват над 60 хиляди студенти. Всяка година в университета се дипломират 10 хиляди бакалаври и се присъждат 400 докторски степени. Лекциите се водят на каталански и испански език.

## Галерия
- Медицински факултет
- Училище по бизнес науки
- Биологически факултет
- Университетска библиотека

## Известни възпитаници
- Жорди Галсеран (р. 1964), каталонски драматург, сценарист и преводач